# Мазурівська сільська рада (Кривоозерський район)
Мазу́рівська сільська́ ра́да — колишній орган місцевого самоврядування у Кривоозерському районі Миколаївської області. Адміністративний центр — село Мазурове.

## Загальні відомості
- Населення ради: 864 особи (станом на 2001 рік)

## Населені пункти
Сільській раді підпорядковані населені пункти:
- с. Мазурове
- с. Михалкове

## Склад ради
Рада складалася з 12 депутатів та голови.
- Голова ради: Баранецький Олександр Анатолійович
- Секретар ради: Гонта Оксана Микитівна

### Керівний склад попередніх скликань
| Прізвище, ім'я, по батькові        | Основні відомості                                                                       | Дата обрання | Дата звільнення |
| ---------------------------------- | --------------------------------------------------------------------------------------- | ------------ | --------------- |
| Баранецький Олександр Анатолійович | Сільський голова, 1961 року народження, освіта вища, член Соціалістичної партії України | 26.03.2006   | 31.10.2010      |
| Баранецький Олександр Анатолійович | Сільський голова, 1961 року народження, освіта вища                                     | 31.10.2010   |                 |

Примітка: таблиця складена за даними сайту Верховної Ради України